# Steuben County (New York)
Steuben County je okres ve státě New York ve Spojených státech amerických. K roku 2010 zde žilo 98 990 obyvatel. Správním městem okresu je Bath. Celková rozloha okresu činí 3 636 km².